# سارة لاديبو
سارة لاديبو (7 مارس 1968 -) هي كاتبة نيجيرية.

## حياتها ونشأتها
ولدت سارة وكبرت في نيجيريا، عاشت في كينيا وفرنسا وفي المملكة المتحدة. والدها نيجيري الأصل ووالدتها بريطانية الأصل، كانت اسم عائلة سارة قبل الزواج (لاديبو) نسباً لوالدها الذي ولد في ايبادن نهاية عام 1930 والتي تقع في جنوب شرق نيجريا.
وفي نهاية عام 1960 قابل والدها والدتها وتزوج بها في المملكة المتحدة، كما قضت سارة معظم طفولتها في مدينة لاغوس عاصمة نجيريا سابقاً، وفي مدينة جوس في ولاية بلاتو النيجيرية. وفي سن المراهقة عاشت لعامين في نيربوي وكينيا قبل انتقال عائلتها إلى المملكة المتحدة.

## مسيرتها
درست سارة في جامعة برمنغهام في المملكة المتحدة، وفي بوردو في فرنسا، وفي بيركيلي في كاليفورنيا. تزوجت سارة في مدينة هراري عاصمة زيمبابوي. وفي عام 1994 قسمت ساره وقتها بين سان فرانسيسكو والتي كانت تعمل فيها كمعلمة أدب في جامعة سان فرانسيسكو، وبين مدينة لندن وهراري.
وتشمل كتاباتها المقالات المنشورة، والأوراق الاكاديمية، ونقد الكتب، والقصص القصيرة. إحدى قصصها القصيرة “ السيد العجيب “ التي صدرت عام 2008 ضمن مجموعة كتابات نساء زيمبابوي. أول رواياتها كانت في الاستقلال ونشرت بواسطة أسطورة الصحافة الكاتب البريطاني المستقل، في عام 2008 في لندن، والذي تم اختياره من قبل أكبر سلسلة لبيع الكتب في المملكة المتحدة لتميز الكتاب في شهر تاريخ السود.
وعام 2009 في الاستقلال تم نشره بواسطة شركة نشر الكتب الرائدة، الصحافة الأدبية ومقرها في أبوجا، نيجيريا مع عدد من الكتاب والذين كانوا من ضمنهم تيجو كولي الكاتب النيجيري الأمريكي، والروائي هيلون هابيلا.

## أعمالها[3]

### روايات
رواية بعنوان “ الاستقلال "

### قصص قصيرة
“ السيد المتعجب، و«قصص الحب الأفريقية»، بالإضافة إلى قصة بعنوان “ الآباء والبنات “.

### سلسلة كتابية
كتاب بعنوان "مشاكل السود” والذي يتحدث عن مشاكل المهاجرون السود إلى الولايات المتحدة!

### التقارير البحثية
حاصلة على شهادة الدكتوراة في الجامعات الأفريقية. اصدرت تقرير إلى مؤسسة روكفلر والذي شارك بتأليفه ديفيد في جامعة بيركلي، كاليفورنيا عام 2002.